# 4516 Pugovkin
4516 Pugovkin este un asteroid din centura principală, descoperit pe 28 septembrie 1973 de Nikolai Cernîh.